# 原生质体

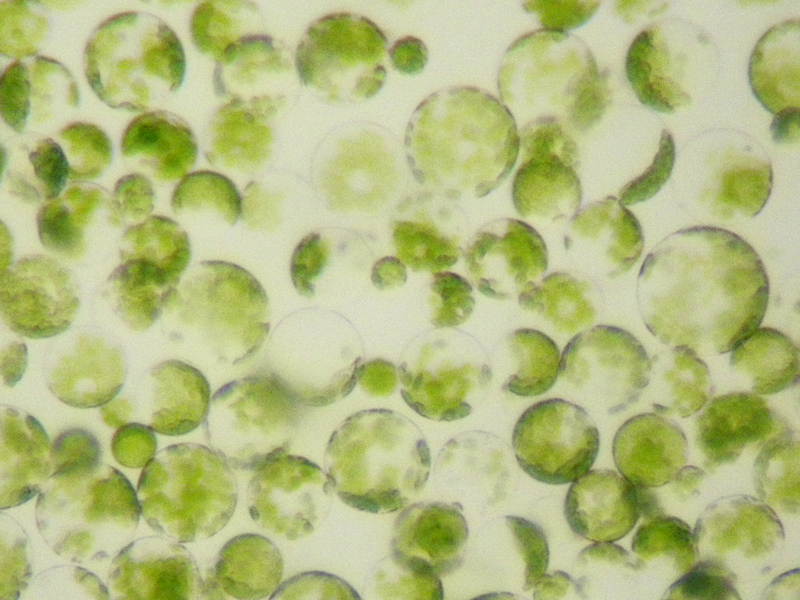
矮牵牛叶的原生质体

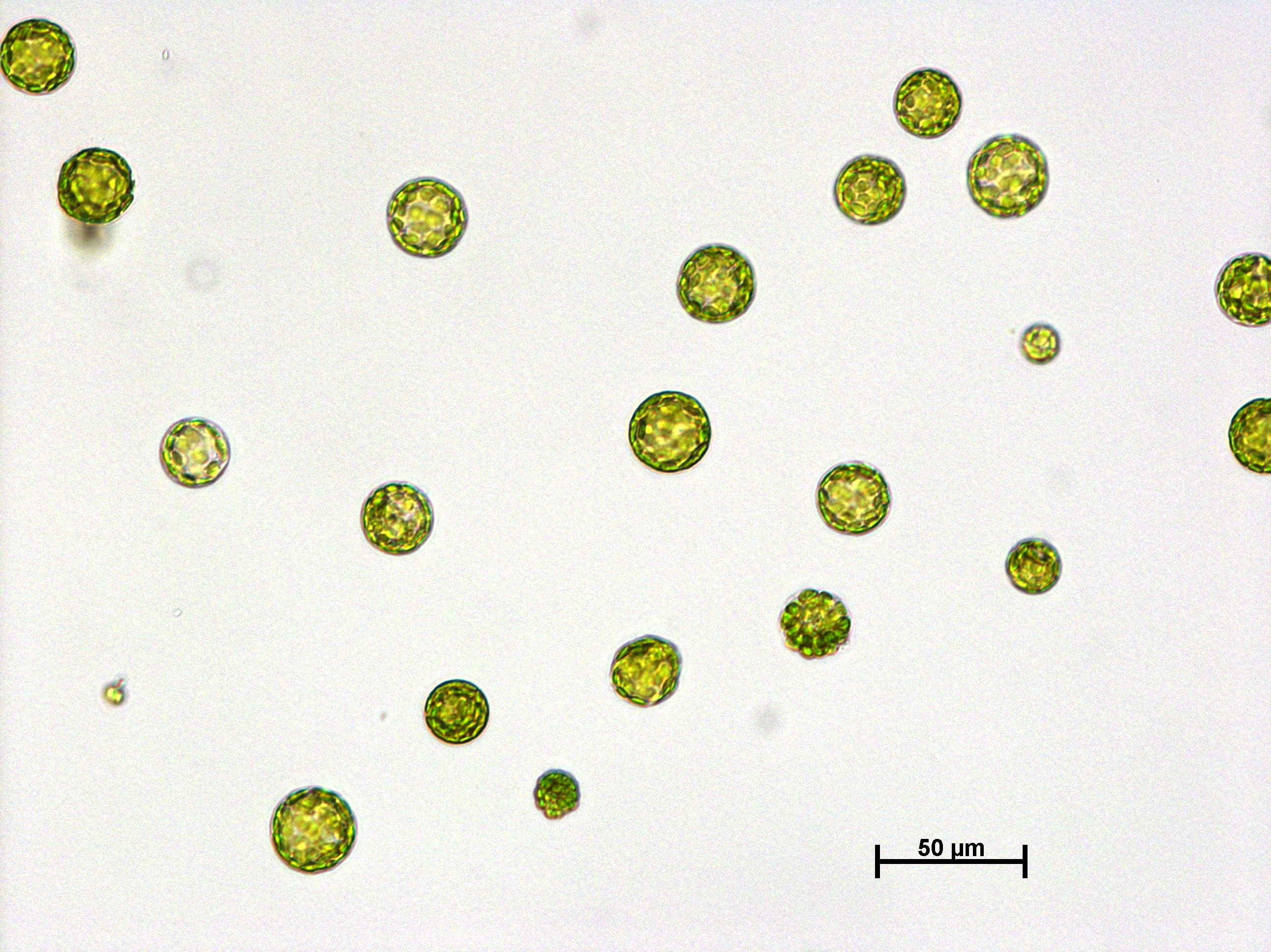
苔藓（图为小立碗藓）的原生质体。

原生质体（protoplast）是指细胞壁内有生命活动的物质（原生质）形成的结构，其语义或来源视学科或语境略有不同。目前有几个定义：
- 将植物，细菌或真菌的细胞壁用物理或酶的方法完全或部分除去后的部分。
- 细菌可以进一步分为：
  - 原生质体：它们的细胞壁完全的除去且革兰氏染色为蓝紫色（革兰氏阳性菌 )。
  - 原生质球：他们的细胞壁近部分除去且革兰氏为红色（革兰氏阴性菌）。
- 更一般的定义：由细胞核和周围的原生质材料组成的生物单位叫原生质体。

术语 protoplast 源自古希腊语 πρωτόπλαστος（prōtóplastos，'first-formed'）有“首先形成”的意思。这个词在宗教语境中代表第一个人，或者更广泛的说法是一个物种的第一个生命体。
在生物学上是 Hanstein 1880年提出的指不包括细胞壁的整个细胞 ；在植物中，原生质体就是除去细胞壁后被细胞膜包围的“裸露细胞”。

## 结构
指去除细胞壁后剩余的细胞结构，即细胞膜（质膜）、细胞质、细胞核。

## 用于制备原生质体的酶
细胞壁是由各种多糖组成的。原生质体可以通过合适的多糖降解酶的混合物降解细胞壁来制备。
| 细胞       | 酶                         |
| ---------- | -------------------------- |
| 植物细胞   | 纤维素酶, 果胶酶, 木聚糖酶 |
| 革兰阳性菌 | 溶菌酶(+乙二胺四乙酸)      |
| 真菌细胞   | 几丁质酶                   |

在细胞壁降解期间和降解之后原生质体对渗透压会变的非常敏感。这意味着整个降解过程和原生质体的保存都要在细胞等渗溶液中，以防止细胞膜的破裂。

## 原生质体的应用

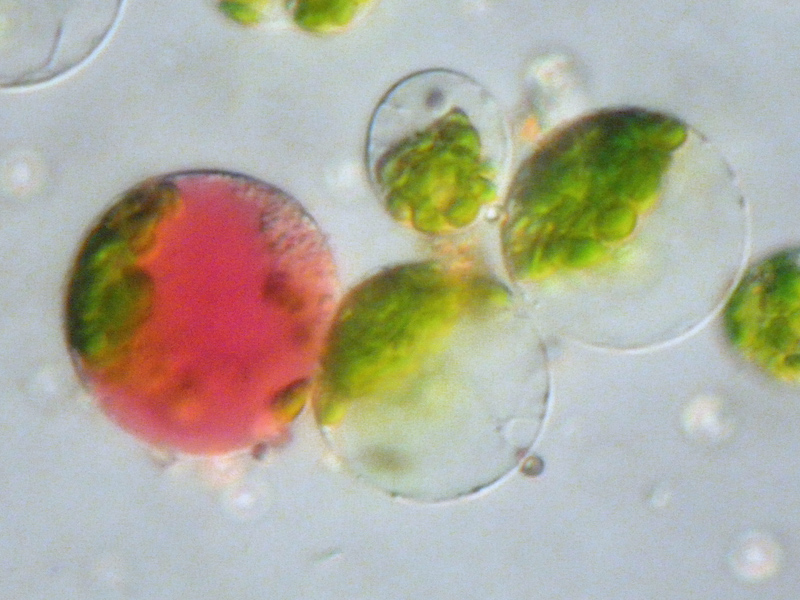
融合的原生质体（左），含有叶绿体（来自叶肉细胞）和彩色液泡（来自花瓣）。

原生质体可用于研究生物膜，包括高分子和病毒的摄取。也用于体细胞的变异克隆。
原生质体广泛用于DNA转化（用于制备转基因生物），因为细胞壁会阻止DNA进入细胞。 如果是植物细胞，原生质体可以首先通过脱分化成癒伤组织，然后通过再分化和植物组织培养从癒伤组织发育成芽（发育不全）而再生成全植物。 原生质体生长到愈伤组织和再生芽后在组织培养基中用植物激素诱导分化，植物生长调节剂必须要为每种生物单独调配。不同于来自维管植物的原生质体，来自苔藓的原生质体，例如小立碗藓，不需要植物激素进行再生，也不需要在再生过程中形成愈伤组织。 相反，它们直接再生成原絲體，模拟发芽的苔藓孢子。
使用原生质体融合技术可让原生质体也用于植物育种。通过电刺激或聚乙二醇诱导不同物种的原生质体融合。 该技术可用于在组织培养中产生体细胞杂交体。
此外，在某些细胞中表达荧光蛋白的植物的原生质体可用于荧光活化细胞分选（FACS），方便保留了特定波长发荧光的细胞除此之外，该技术用于分离特异性细胞类型（例如，叶的保卫细胞，根的中柱鞘细胞）用于进一步研究，例如转录物组学。